# جان لو فيليب
جان لو فيليب (بالفرنسية: Jean-Loup Philippe)‏ هو كاتب سيناريو ومخرج وممثل فرنسي، ولد في 24 مارس 1936 بباريس في فرنسا.

## وصلات خارجية
- جيان فيليب على موقع IMDb (الإنجليزية)
- جيان فيليب على موقع ألو سيني (الفرنسية)
- جيان فيليب على موقع قاعدة بيانات الأفلام السويدية (السويدية)
- جيان فيليب على موقع قاعدة بيانات الفيلم (الإنجليزية)
- جيان فيليب على موقع كينوبويسك (الروسية)